# 袁耀 (東漢)
袁燿（？—？），東漢末期人物，袁術兒子。袁術死後，袁燿與其母親及袁术从弟袁胤投靠廬江太守劉勳，孫策擊敗劉勳後任命袁燿為郎中，袁燿女兒嫁給孫權兒子孫奮。

## 《三国演义》中的袁燿
《三国演义》中，袁术的儿子曾与吕布的女儿有婚约，不知是不是袁燿。劇情中他们都为曹操部下徐璆所杀。